# Blaxy Girls
Blaxy Girls fue una banda de rock de Rumanía. La banda se creó en octubre del 2007 y firmó un contrato con la discográfica Roton en diciembre de ese mismo año . Blaxy Girls está formado por Rucsandra Iliescu (Guitarra, Voz), Amalia Tircă (Guitarra), Cristina Marinescu (Bajo), Anamaria Nanu (Teclado) y Marinescu Gela (Batería). Las cinco fueron descubiertas por el productor de música Costi Ioniţă, que ha trabajado con importantes músicos de Rumanía como Monica Anghel, Mihai Traistariu, Nico y Celia.
El primer sencillo del grupo es "If You Feel My Love" y se hizo muy popular, inmediatamente después de su lanzamiento, alcanzando el número 2 de las posiciones en el ranking de las canciones en Rumania.

## Formación del Grupo Blaxy Girls
El grupo musical Blaxy Girls surgió de una audición que participó Rucsandra Iliescu. Se dice que conoció al compositor Costi Ioniţă en una peluquería de Constanţa, donde su madre va con frecuencia. Tras las conversaciones entre los empleados de la peluquería y Rucsandra acerca de su capacidad vocal el compositor estaba interesado en escuchar su voz.
Después de la audición, los dos empezaron a trabajar, y se unió a Rucsandrei, Amalia Tircă, Cristina Marinescu, Anamaria Nanu y Gela Gabriela Marinescu . Amalia Tircă entró a la banda después de una preselección, Anamaria Nanu fue seleccionada por su experiencia en la interpretación del piano y Cristina Marinescu y Gela Gabriela Marinescu fueron elegidos por sus experiencias en festivales nacionales e internacionales. Después de lo ocurrido, el grupo se llamó Blaxy Girls y firmó con la disquera Roton en diciembre del 2007. El nombre Blaxy Girls proviene del Mar Negro (juego de palabras = Black Sea Girls , Chicas del Mar Negro).

## Carrera musical

### 2007 - presente: Álbum del Debut
En diciembre de 2007, el grupo firmó un contrato de grabación con Roton. Tras el acuerdo, el grupo lanzará su álbum debut a través de esta casa discográfica. En julio del 2008, el grupo lanzó el primer sencillo de su carrera, titulado "If You Feel My Love". La canción fue aumentando en popularidad poco a poco, convirtiéndose en una de las canciones más escuchadas en Rumania y también se convirtió en una canción popular entre los adolescentes. Después de la publicación del sencillo, el grupo interpretó en el Summer Festival Callatis en Mangalia la nueva canción, titulada "Hey Hey". Tras el recital, el grupo ha incrementado su cuota de popularidad, asistieron a la preselección para el Festival Internacional de la Música "El Ciervo de Oro" ( Cerbul de Aur ). A raíz de la interpretación y de los votos de los telespectadores, llegaron a las semifinales de este festival.
"If You Feel My Love" alcanzó los primeros puestos en los rankings en la televisión y en las emisoras de radio en Rumania. Como resultado, la canción se ubicó en el Top 10 y Top 100. Después de dos semanas, del décimo puesto, la canción subió al quinto lugar en el ranking nacional, para luego llegar a la posición número 3. El sencillo se mantuvo durante un total de seis semanas en el top 10. Tras el éxito obtenido a nivel local, If You Feel My Love, llegó a la posición 141 en el ranking europeo. Tres semanas más tarde, la canción alcanzó la posición 113, luego comenzaría a descender. La canción duró un total de 6 semanas en el ranking Euro 200.

## Géneros musicales e influencias tomadas
La música del grupo Blaxy Girls es una combinación armoniosa de elementos de Rock alternativo , diferentes influencias y el uso de sintetizador. La primera canción de la banda, If You Feel My Love, es el resultado de tales combinaciones. Su primer álbum contendrá diez canciones de esta combinación. Como se ha señalado el grupo Blaxy Girls no está influenciado por algún artista y que su propósito es crear un estilo original. Afirman que la banda aprecia el estilo de música de la canadiense Avril Lavigne.

## Discografía

### If You Feel My Love (2008)
- 1. If You Feel My Love
- 2. Dear Mama
- 3. Tu (Ochii Tăi)
- 4. Da
- 5. Poate nu crezi in tine (Amândoi)
- 6. You`re Like
- 7. Respir Încet
- 8. Sar
- 9. Fac ce vreau
- 10. Nu Suporţi
- 10. Şi Totuşi

Bonus Track
- 1. If You Feel My Love – Chaow Mix

### Sencillos
| Año  | Título                   | Álbum               |
| ---- | ------------------------ | ------------------- |
| 2008 | "If You Feel My Love"    | If You Feel My Love |
| 2008 | "Oare Trebuie să Pierzi" | If You Feel My Love |
| 2009 | "Dear Mama"              | If You Feel My Love |
| 2009 | "Tu (Ochii Tăi)"         | If You Feel My Love |
| 2009 | "Hey Hey"                | If You Feel My Love |
| 2009 | "I Have My Life"         | I Have My Life      |
| 2009 | E Vina Mea"              | I Have My Life      |
| 2009 | "Revolution"             | I Have My Life      |

### Pistas adicionales
- If You Feel My Love (Versión "Mamaia")
- Dear Mama (Versión en la Eurovisión)
- Tu (Versión en el Cerbul de Aur)
- Da (Versión en vivo)
- Respir Încet (Versión en vivo)
- Hey-Hey (Remix)
- Steaua Mea (Cantado por Rucsandra "Rucsy" Iliescu)
- Cer plin de Vise (Cantado por Rucsandra "Rucsy" Iliescu)
- Louissiana (Cantado por Rucsandra "Rucsy" Iliescu)
- My Immortal ~ Evanescence (Cantado por Rucsandra "Rucsy" Iliescu)
- Fighter ~ Christina Aguilera (Cantado por Rucsandra "Rucsy" Iliescu)

### Karaoke
- If You Feel My Love/Oare Trebuie să Pierzi (2008)
- Da (2009)
- Dear Mama (2009)
- Hey Hey (TBA)
- Tu (TBA)
- Nu Suporţi(E Vina Mea)/I Have My Life (TBA)
- Revolution (TBA)

### Videoclips
| Año  | Título                                       | Director          | Álbum               |
| ---- | -------------------------------------------- | ----------------- | ------------------- |
| 2008 | "If You Feel My Love/Oare Trebuie să Pierzi" | Daniel Dumitrescu | If You Feel My Love |
| 2009 | "Dear Mama"                                  | Daniel Dumitrescu | If You Feel My Love |
| 2009 | "Dear Mama (ESC Video)"                      | Rucsandra Iliescu | If You Feel My Love |
| 2009 | "Tu"                                         | Daniel Dumitrescu | If You Feel My Love |
| 2009 | "Hey Hey (Live)"                             | Daniel Dumitrescu | If You Feel My Love |
| 2009 | "I Have My Life/E Vina Mea"                  | Daniel Dumitrescu | I Have My Life      |
| 2009 | "Revolution"                                 | Daniel Dumitrescu | I Have My Life      |
| 2009 | "Revolution (UK Version)"                    | Daniel Dumitrescu | I Have My Life      |

## Giras

### GiraBlaxy Girls(2008)

#### Fechas
| Rumania                 |              |              |                     |
| 14 de agosto de 2008    | Braşov       | Ardeal       | Cerbul de Aur       |
| 26 de agosto de 2008    | Ploieşti     | Prahova      | Parc Central        |
| 12 de noviembre de 2008 | Bucureşti    | Muntenia     | City Mall           |
| 30 de noviembre de 2008 | Piteşti      | Argeş        | Club Loko           |
| 2 de diciembre de 2008  | Arad         | Banat        | Iuluis Mall         |
| 4 de diciembre de 2008  | Timişoara    | Banat        | Vitanis Mall        |
| 14 de diciembre de 2008 | Oradea       | Crişana      | Parc Central        |
| 9 de enero de 2009      | Bucarest     | Muntenia     | Cristal Church Club |
| 4 de febrero de 2009    | Constanţa    | Dobrogea     | Ovidius             |
| 14 de febrero de 2009   | Mamaia       | Dobrogea     | Plaja H2O           |
| Bulgaria                |              |              |                     |
| 4 de octubre de 2008    | Ruse         |              | Mall                |
| 6 de octubre de 2008    | Varna        | Marea Neagră | Plajă               |
| 7 de octubre de 2008    | Golden Sands | Marea Neagră | Hotel Ibia          |

### Gira de Promoción del ÁlbumIf You Feel My Love(2009)

#### Fechas
| Rumania                  |           |            |                     |
| 1 de abril de 2009       | Braşov    | Ardeal     | Piaţa Sfatului      |
| 4 de abril de 2009       | Baia Mare | Maramureş  | Aleea Castanelor    |
| 5 de abril de 2009       | Satu Mare | Maramureş  | Stadion             |
| 14 de abril de 2009      | Sibiu     | Ardeal     | Club Loko           |
| 19 de abril de 2009      | Constanţa | Dobrogea   | Casa de Cultură     |
| 28 de abril de 2009      | Bucureşti | Muntenia   | Sala Palatului      |
| 12 de mayo de 2009       | Oradea    | Crişana    | Parc Central        |
| 19 de mayo de 2009       | Craiova   | Oltenia    | Stadion             |
| 1 de junio de 2009       | Constanţa | Dobrogea   | Grădiniţa Ovidius   |
| 14 de septiembre de 2009 | Mamaia    | Dobrogea   | Plaja H2O           |
| 7 de septiembre de 2009  | Braşov    | Ardeal     | Cerbul de Aur       |
| Reino Unido              |           |            |                     |
| 23 de abril de 2009      | Londres   | Inglaterra | The O2              |
| 24 de abril de 2009      | Londres   | Inglaterra | Palatul Buckingham  |
| 7 de octubre de 2009     | Leeds     | Inglaterra | TBA                 |
| Europa                   |           |            |                     |
| 12 de agosto de 2009     | Sofía     | Bulgaria   | Palatul Concertelor |
| 2 de agosto de 2009      | Varsovia  | Polonia    | Woodstrok           |
| 12 de septiembre de 2009 | Atenas    | Grecia     | Stadio Olimpiki     |

### Gira 2009/2010
| Rumania                  |           |          |                      |
| 23 de agosto de 2009     | Suceava   | Moldavia | Mall                 |
| 5 de septiembre de 2009  | Moineşti  | Muntenia | Parc Central         |
| 19 de septiembre de 2009 | Bucarest  | Muntenia | Zilele Bucureştiului |
| 12 de octubre de 2009    | Iaşi      | Moldavia | Piaţa Voievozilor    |
| 9 de noviembre de 2009   | Cluj      | Ardeal   | Sala Sporturilor     |
| 27 de noviembre de 2009  | Constanţa | Dobrogea | Club Phoenix         |
| 14 de diciembre de 2009  | Oradea    | Crişana  | Parc Central         |
| 24 de diciembre de 2009  | Mangalia  | Dobrogea | Club Banana          |
| 30 de diciembre de 2009  | Constanţa | Dobrogea | Tomis                |
| 31 de diciembre de 2009  | Bucarest  | Muntenia | TBA                  |

## Premios y nominaciones
| Año                     | Concurso               | Premio                     | Resultado |
| ----------------------- | ---------------------- | -------------------------- | --------- |
| 2007                    | Steluţele de Mare      | Lansarea pe Piaţa Muzicală | Locul 1   |
| 2008                    | Cerbul de Aur 2008     | Trofeul "cerbul de aur"    | locul 4   |
| 2008                    | Festivalul Mamaia 2008 | Creaţie                    | Locul 1   |
| 2009                    |                        |                            |           |
| Selecţia Naţională 2009 | Semifinala 1           | Locul 1                    |           |
| Selecţia Naţională 2009 | Finala                 | locul 3                    |           |